# Miguel Walsh
Miguel Nicolás Walsh (Buenos Aires, 1987) é um matemático argentino que trabalha principalmente em teoria dos números e teoria ergódica.
É sobrinho neto do jornalista e escritor Rodolfo Walsh, desaparecido na última ditadura militar argentina. Criou-se no bairro portenho de Almagro e cursou seus estudos secundários na Escola Argentina Modelo.
Em 2014, ele foi galardoado com o Prêmio Ramanujan ICTP.